# 전라남도 부지사
전라남도 부지사는 전라남도 도지사를 보좌하며 전라남도청의 사무를 관장하는 고위공무원이다.
행정부지사는 국가직 가급 상당의 고위공무원으로, 경제, 정무부지사는 지방관리관으로 보한다.

## 역대 부지사

### 전라남도 부지사
- 최영욱 1945년 8월 16일 - 1945년 10월 22일
- 헨리 H. 바트렛(Henry H. Bartlett) 1945년 10월 23일 - , 현역 미육군 중령, 제101군정단 사령관
- 존 M. 브로키(Johan M. Brockie) 1945년 11월 2일 - 1946년 3월 26일, 현역 미육군 중령
- 최영욱 1946년 1월 23일 - 1946년 2월 14일
- 원응상 1946년 2월 15일 - 1947년 2월 4일

### 전라남도 기획조정관
- 이백호(李栢乎) 1962년 2월 14일 - 1964년 1월 10일

### 전라남도 부지사
- 1. 김효영(金孝榮) 1964년 1월 11일 - 1964년 10월 5일
- 2. 이백호(李栢乎) 1964년 10월 6일 - 1964년 11월 10일
- 직무대리, 김보현 1964년 11월 11일 -1965년 1월 6일
- 3. 허련(許鍊) 1965년 1월 7일 - 1966년 8월 31일
- 4. 김덕엽(金德燁) 1966년 9월 1일 - 1968년 8월 23일
- 5. 김수학(金壽鶴) 1964년 8월 24일 - 1968년 10월 24일
- 6. 손수익(孫守益) 1969년 10월 25일 - 1970년 3월 11일
- 7. 이복량(李福亮) 1970년 3월 12일 - 1971년 8월 10일
- 8. 서정화(徐廷和) 1971년 8월 11일 - 1972년 7월 15일
- 9. 장형태(張炯泰) 1972년 7월 16일 - 1973년 7월 8일
- 10. 김학중(金學重) 1973년 7월 9일 - 1974년 7월 17일
- 11. 안갑준(安甲濬) 1974년 7월 18일 - 1975년 3월 27일
- 12. 한정수(韓程洙) 1975년 3월 28일 - 1975년 11월 12일
- 13. 정채진(鄭埰鎭) 1975년 11월 13일 - 1976년 10월 22일
- 14. 장형태(張炯泰) 1976년 10월 22일 - 1977년 12월 31일
- 직무대리, 정시채(丁時采) 1978년 1월 2일 - 1978년 2월 17일, 기획관리실장으로 직무대리
- 15. 김재완(金在浣) 1978년 2월 18일 - 1979년 1월 14일
- 16. 김종구(金鍾求) 1979년 1월 15일 - 1979년 7월 15일
- 17. 권순복(權純福) 1979년 7월 16일 - 1980년 1월 22일
- 18. 정시채(丁時采) 1980년 1월 23일 - 1981년 3월 9일
- 직무대리, 김동환(金東桓) 1981년 3월 10일 - 1981년 4월 16일, 기획관리실장으로 직무대리

- 19. 문창수(文昌洙) 1981년 4월 17일 - 1982년 12월 28일

### 전라남도 제2부지사
- 임사빈(任仕彬) 1981년 7월 1일 - 1981년 12월 4일

### 전라남도 부지사
- 20. 이재창(李在昌) 1982년 12월 28일 - 1983년 3월 6일
- 21. 홍석표(洪晳杓) 1983년 3월 7일 - 1983년 10월 31일
- 직무대리, 김양배(金良培) 1983년 11월 1일 - 1983년 12월 25일, 기획관리실장으로 직무대리
- 22. 김양배(金良培) 1983년 12월 26일 - 1984년 3월 26일
- 직무대리, 이병내(李炳奈) 1984년 3월 27일 - 1984년 5월 11일
- 23. 엄대현(嚴大鉉) 1984년 5월 12일 - 1985년 12월 13일
- 24. 이병내(李炳奈) 1985년 12월 14일 - 1988년 5월 31일
- 25. 김동항(金東恒) 1988년 6월 4일 - 1991년 12월 7일
- 직무대리, 강영기(姜英奇) 1992년 1월 4일 - 1992년 5월 22일
- 26. 강영기(姜英奇) 1992년 5월 23일[1] - 1993년 3월 15일
- 27. 안주섭(安周燮) 1993년 3월 16일 - 1994년 3월 22일
- 28. 송재구(宋載久) 1994년 3월 22일 - 1995년 7월 10일

- 29. 나승포(羅承布) 1995년 7월 11일 - 1999년 5월 29일
- 30. 김재철(金在喆) 1999년 5월 29일 - 2002년 7월 30일
- 31. 오현섭(吳炫燮) 2002년 7월 31일 - 2003년 10월 6일
- 직무대리, 송광운(宋光運) 2003년 10월 7일 - 2005년 1월 4일
- 32. 송광운(宋光運) 2005년 1월 5일[2] - 2006년 4월 6일
- 직무대리, 이개호(李介昊) 2006년 4월 7일 - 2006년 6월 13일, 도 기획관리실장으로 직무대리
- 직무대리[3], 김영록(金瑛錄) 2006년 6월 14일 - 2006년 6월 29일
- 33. 김영록(金瑛錄) 2006년 6월 30일[4] - 2008년 1월 17일
- 직무대리, 유창종 2008년 1월 18일 - 2008년 2월 3일
- 34. 박재영(朴在泳) 2008년 2월 4일 - 2009년 7월 3일
- 35. 이개호(李介昊) 2009년 7월 31일 - 2011년 10월 17일
- 36. 배용태(裵湧泰) 2011년 10월 17일 - 2014년 2월 20일
- 37. 김영선(金榮善) 2014년 3월 25일 - 2016년 6월 30일
- 38. 김갑섭(金甲燮) 2016년 7월 1일 - 2017년 9월 12일
- 39. 이재영(李在榮) 2017년 9월 13일 - 2018년 7월 29일
- 40. 박병호(朴炳昊) 2018년 7월 30일 - 2020년 3월 23일
- 41. 송상락(宋庠烙) 2020년 3월 24일 - 2021년 6월 30일
- 42. 문금주(文今柱) 2021년 7월 1일 - 2023년 7월 28일
- 직무대리, 장헌범 2023년 7월 29일 - 2023년 8월 27일
- 43. 명창환(明昌煥) 2023년 8월 28일 - 현재

### 전라남도 정무부지사
- 1. 박형인(朴炯寅) 1995년 7월 26일 - 1997년 8월 1일
- 2. 손기정(孫琦晶) 1997년 9월 24일 - 1998년 2월 27일
- 직무대리, 김주현(金住炫) 1998년 3월 1일 - 1998년 7월 2일
- 3. 조보훈(趙寶勳) 1998년 7월 3일 - 2002년 1월 21일
- 4. 김양식(金亮植) 2002년 1월 22일 - 2002년 6월 30일
- 5. 임인철(任仁鐵) 2002년 7월 11일 - 2003년 7월 31일
- 직무대리, 이병훈(李炳勳) 2003년 8월 1일 - 2003년 10월 6일
- 6. 오현섭(吳炫燮) 2003년 10월 7일 - 2004년 12월 31일
- 직무대리, 유창종(劉昌鍾) 2005년 1월 2일 - 2005년 2월 13일
- 7. 이근경(李根京) 2005년 2월 14일 - 2006년 11월 28일
- 직무대리, 유창종(劉昌鍾) 2006년 11월 29일 - 2007년 2월 15일
- 8. 이상면(李相勉) 2007년 2월 16일 - 2010년 7월 29일

### 전라남도 경제부지사
- 9. 정순남(鄭順南) 2010년 7월 30일 - 2013년 3월 1일
- 10. 권오봉(權五俸) 2013년 3월 24일 - 2014년 8월 1일

### 전라남도 정무부지사
- 11. 우기종(禹基鐘) 2014년 8월 1일 - 2018년 4월 4일
- 12. 윤병태(尹炳泰) 2018년 8월 27일 - 2021년 10월 12일
- 직무대리, 명창환(明昌煥) 2021년 10월 13일 - 2022년 1월 2일
- 13. 박창환 2022년 1월 3일 - 2025년 5월 30일
- 직무대리, 2025년 6월 1일 - 2025년 6월 17일

### 전라남도 경제부지사
- 14. 강위원(姜位原) 2025년 6월 18일 -